# Il Canto degli Italiani
Il Canto degli Italiani (hrv: Pjev Talijanâ), također poznata kao Fratelli d'Italia (hrv.: Talijanska braćo, po prvom stihu) i Inno di Mameli (hrv.: Mamelijeva himna) talijanska je državna himna.
Stihove je 1847. u Genovi napisao Goffredo Mameli, pokušavajući stvoriti domoljubnu pjesmu za sve Talijane koji su težili ujedinjenju. Nakon nešto više od dva mjeseca glazbu za Mamelijev tekst skladaoje Michele Novaro.
Međutim, proći će dosta vremena prije nego "Inno di Mameli", kako je nazvana po svom piscu, postane himna Italije. U vremenu stvaranja talijanske države pa sve do dolaska fašista na vlast službena je himna Italije bila dotadašnja himna Savojske dinastije i Kraljevine Sardinije, "Marcia Reale" (Kraljevska koračnica), kojoj je dolaskom Benita Mussolinija na vlast dodana i fašistička himna "Giovinezza" (Mladost).
Nakon stvaranja Republike Italije, 12. listopada 1946. godine Il Canto degli Italiani postao je privremenom himnom Italije, a kao državna himna ozakonjen odlukom Ustavnog povjeremstva talijanskog Senata 15. studenoga 2017.

## Partitura
- Prva stranica
- Druga stranica

## Vanjske poveznice
- Službena stranica himne